# Presat
Presat, stiliserat som PRESat och stod för PharmaSat Risk Evaluation Satellite, var en miniatyrsatellit som var ungefär i storleken som en brödlimpa, vägde ca 4,5kg och byggdes på bara sex månader. Presat innehöll ett mikrolaboratorium med en kontrollerad miljö packad med sensorer och optiska system som kunde ha detekterat jästcellernas tillväxt, densitet och befinnande i omloppsbana.
Satelliten gick förlorad i den tredje Falcon 1 uppskjutningen, den 3 augusti 2008.